# Stories from the City, Stories from the Sea
Stories from the City, Stories from the Sea — п'ятий студійний альбом альтернативної музикантки та виконавиці Пі Джей Гарві, представлений у жовтні 2000 року лейблом Island Records. Записаний протягом березня-квітня 2000 року, він містить теми кохання, пов'язані з прихильністю Гарві до Нью-Йорка.
Альбом став другим великим комерційним успіхом у її кар'єрі, після успішного прориву To Bring You My Love (1995). Після виходу альбом отримав схвальні відгуки більшості музичних критиків і приніс Гарві кілька нагород, включаючи премію Mercury Prize 2001 року. Він провів 17 тижнів у UK Albums Chart і був сертифікований як платиновий у Великій Британії та Австралії, і загалом вважається однією з її найкращих робіт.

## Передумови і музика
У 1998 році, знімаючись у Нью-Йорку в ролі актриси для Гела Гартлі, вона відчула натхнення від міста і написала кілька пісень. Деякі з них увійшли до альбому. 1999 року вона вирішила пожити там дев'ять місяців, проте в інтерв'ю вона наполягала, що це не був «мій нью-йоркський альбом». Пісні також були написані, коли вона перебувала в Лондоні або вдома в Дорсеті. Stories from the City, Stories from the Sea був записаний у маєтку Лінфорд у Мілтон-Кінз з березня по квітень 2000 року. Співпродюсерами альбому виступили Мік Гарві, Роб Елліс і сама Гарві, а зведенням займався Віктор Ван Вугт у студії Fallout Shelter. До альбому увійшов дует з фронтменом Radiohead Томом Йорком на треку «This Mess We're In», а також бек-вокал і клавішні від Йорка на піснях «One Line» і «Beautiful Feeling». Вона познайомилася з Йорком у 1992 році, і з тих пір вони підтримують зв'язок. Вона сказала: «Мене давно цікавила ідея, щоб хтось інший заспівав цілу пісню на моєму записі, щоб мати зовсім інший вимір, привнесений чиїмось голосом. Це додає запису стільки динаміки, коли в ньому з'являється інший персонаж».
Вона хотіла, щоб альбом був більш безпосереднім: «Музично він дуже відрізняється від перших двох альбомів. Він дуже мелодійний, і він набагато кругліший і повніший. Попередні альбоми були дуже чорно-білими у певному сенсі, дуже екстримальними. Мелодійно він набагато складніший, ніж ті записи. Це ніби поєднання всіх альбомів, які я записала до цього часу, в одному». Пісні також стали музичним відходом від її попереднього темного матеріалу. Гарві сказала журналу Q у 2001 році: «Я хотіла, щоб все звучало якомога красивіше. Поекспериментувавши з деякими жахливими звуками на Is This Desire? і To Bring You My Love — де я дійсно шукала темні, тривожні, нудотні звуки — Stories from the City… був реакцією. Я подумала: 'Ні, я хочу абсолютної краси. Я хочу, щоб цей альбом співав і летів, був сповнений реверберації і пишних шарів мелодії. Я хочу, щоб це був мій найкрасивіший, найрозкішніший, найпрекрасніший твір'». Вона, однак, жартома визнала, що це був лише «поп за версією PJ Harvey, який, ймовірно, настільки ж непопсовий, наскільки це можливо за стандартами більшості людей».
Pitchfork порівняв її голос у головному синглі «Good Fortune» з голосом Кріссі Хайнд з гурту The Pretenders, а Los Angeles Times зауважили: «Її спів часто нагадує Патті Сміт і Сьюзі Сью, артисток, які, як і Гарві, проектують сексуальність, що походить від чоловічих почуттів року, але ніколи не обмежується ними».

## Реліз та комерційна ефективність
Альбом вийшов 24 жовтня 2000 року і просувався за допомогою відеокліпу на головний сингл «Good Fortune», знятого вночі на вулицях Нью-Йорка. Він досяг 23 місця в UK Albums Chart. Альбом був сертифікований як платиновий у Великій Британії, його продажі перевищили 300 000 копій. Альбом дебютував на 42 місці в американському чарті Billboard 200. Станом на 2003 рік, за даними Nielsen SoundScan, він був проданий у кількості 357 000 копій у США. Альбом також отримав золотий статус у Франції і був проданий накладом 1 мільйон копій по всьому світу.
Альбом був перевиданий на вінілі в лютому 2021 року в рамках комплексної кампанії з перевидання бек-каталогу Гарві. Також була випущена збірка невиданих демо під назвою Stories from the City, Stories from the Sea — Demos.

## Відгуки критиків
Stories from the City, Stories from the Sea отримав схвальні відгуки від музичних критиків. На сайті Metacritic, який присвоює рецензіям мейнстрімних критиків нормалізований рейтинг зі 100, альбом отримав середній бал 88 на основі 25 рецензій. NME назвав його «чудовим, життєствердним опусом» Гарві. Роберт Крістгау назвав його «найкращим альбомом у її кар'єрі» у своїй рецензії для Rolling Stone.
Інші критики оцінили його як середній. Спенсер Оуен з Pitchfork вважає, що альбому бракує виразності, кажучи, що «блиск стає слизьким, а музика — тьмяною». Пізніше, однак, видання поставило його на 124 місце у своєму списку «200 найкращих альбомів 2000-х» у 2009 році. У 2021 році Pitchfork включив його до свого списку «Перераховано», заявивши, що хотіли б змінити початкову оцінку 5,4 на 8,4.

### Нагороди
Альбом отримав два роки поспіль номінації на Brit Award як найкраща британська артистка, а також дві номінації на премію Ґреммі за Найкращий рок-альбом і Найкраще жіноче рок-виконання за сингл «This Is Love».
За цей альбом Гарві втретє була номінована на премію Mercury Prize 2001 року (попередні номінації були за Rid of Me і To Bring You My Love). Церемонія нагородження відбулася 11 вересня 2001 року. Того дня Гарві перебувала у Вашингтоні, округ Колумбія, і стала свідком терористичних атак на Пентагон з вікна свого готельного номера. Коли її оголосили переможницею, вона прийняла нагороду по телефону, сказавши: «Це був дуже сюрреалістичний день. Все, що я можу сказати, це дуже вам дякую, я абсолютно приголомшена». Перемога зробила Гарві першою жінкою-солісткою, яка отримала Mercury Prize в історії премії.
Альбом посів восьме місце у списку 50 найважливіших «жіночих рок-альбомів» за версією Rolling Stone. 2002 року журнал Q назвав Stories from the City, Stories from the Sea найкращим альбомом усіх часів, виконаним жінкою-артисткою. У 2006 році альбом був обраний журналом Time як один з 100 найкращих альбомів усіх часів. У 2009 році Pitchfork назвав альбом 124-м найкращим альбомом 2000-х. У 2009 році NME також включив альбом до свого списку 100 найкращих альбомів десятиліття, під номером шість. Альбом також увійшов до книги 1001 альбом, які ви повинні почути, перш ніж померти. Rolling Stone назвав його тридцять п'ятим найкращим альбомом десятиліття. У 2019 році альбом посів 19 місце у списку 100 найкращих альбомів XXI століття за версією The Guardian. У версії 2012 року він посів 431 місце у списку Rolling Stone 500 найкращих альбомів усіх часів, потім в оновленому варіанті 2020 року був переміщений на 313 місце.

## Трек-лист
Автор музики і слів PJ Harvey. 
| #     | Назва                                      | Тривалість |
| ----- | ------------------------------------------ | ---------- |
| 1.    | «Big Exit»                                 | 3:51       |
| 2.    | «Good Fortune»                             | 3:20       |
| 3.    | «A Place Called Home»                      | 3:43       |
| 4.    | «One Line»                                 | 3:14       |
| 5.    | «Beautiful Feeling»                        | 4:00       |
| 6.    | «The Whores Hustle and the Hustlers Whore» | 4:01       |
| 7.    | «This Mess We're In»                       | 3:57       |
| 8.    | «You Said Something»                       | 3:19       |
| 9.    | «Kamikaze»                                 | 2:24       |
| 10.   | «This Is Love»                             | 3:48       |
| 11.   | «Horses in My Dreams»                      | 5:38       |
| 12.   | «We Float»                                 | 6:07       |
| 47:25 |                                            |            |

## Персоналії
Музиканти
- Пі Джей Гарві — вокал, гітара (1–3, 5–11), бас (1), клавішні (3, 4, 8, 10), фортепіано (12), джембе (12), маракаси (6), e-bow (12), продюсування, звукорежисер
- Роб Елліс — барабани (2, 3, 6–12), фортепіано (2, 3, 7, 11, 12), тамбурин (1, 8, 10), синтезатор (2), клавішні (12), дзвіночки (12), клавесин (1), електропіаніно (2), вібрафон (4), бек-вокал (11, 12), продюсування
- Мік Гарві — орган (12), бас (2–4, 6–12), барабани (1, 4), перкусія (3), фісгармонія (1), клавішні (7, 9, 10), акордеон (4), бек-вокал (11, 12), продюсування

Запрошені музиканти
- Том Йорк — вокал (4, 5, 7), клавішні (4)

Технічний персонал
- Віктор Ван Вугт — звукорежисер, мікшування (1–11)
- Head — звукорежисер, мікшування (12)
- Хауї Вайнберг — мастеринг

Художнє оформлення
- Роб Крейн — дизайн
- Марія Мохнач — дизайн, фото

## Чарти
| Чарт (2000)                                        | Пікова позиція |
| -------------------------------------------------- | -------------- |
| Австрія Austrian Albums (Ö3 Austria)               | 43             |
| Бельгія Belgian Albums (Ultratop Flanders)         | 35             |
| Канада Canada Top Albums/CDs (RPM)                 | 37             |
| Нідерланди Dutch Albums (MegaCharts)               | 42             |
| European Albums (Music & Media)                    | 16             |
| Фінляндія Finnish Albums (Suomen virallinen lista) | 31             |
| Франція French Albums (SNEP)                       | 7              |
| Німеччина German Albums (Offizielle Top 100)       | 54             |
| Ірландія Irish Albums (IRMA)                       | 17             |
| Італія Italian Albums (FIMI)                       | 38             |
| Норвегія Norwegian Albums (VG-lista)               | 8              |
| Швеція Swedish Albums (Sverigetopplistan)          | 10             |
| Швейцарія Swiss Albums (Schweizer Hitparade)       | 26             |
| Велика Британія UK Albums (OCC)                    | 23             |
| US Billboard 200                                   | 42             |

| Чарт (2001)                                          | Пікова позиція |
| ---------------------------------------------------- | -------------- |
| Австралія Australian Albums (ARIA)                   | 20             |
| Нова Зеландія New Zealand Albums (Recorded Music NZ) | 42             |

| Чарт (2021)                                  | Пікова позиція |
| -------------------------------------------- | -------------- |
| Бельгія Belgian Albums (Ultratop Flanders)   | 46             |
| Бельгія Belgian Albums (Ultratop Wallonia)   | 77             |
| Німеччина German Albums (Offizielle Top 100) | 24             |
| Португалія Portuguese Albums (AFP)           | 33             |

| Чарт (2001)              | Позиція |
| ------------------------ | ------- |
| Australian Albums (ARIA) | 87      |
| UK Albums (OCC)          | 173     |

## Сертифікація та продажі
| Регіон                                                                                          | Сертифікація | Продажі   |
| ----------------------------------------------------------------------------------------------- | ------------ | --------- |
| Австралія (ARIA)                                                                                | Платиновий   | 70 000^   |
| Бельгія (BEA)                                                                                   | Золотий      | 25 000*   |
| Франція (SNEP)                                                                                  | Золотий      | 100 000*  |
| Велика Британія (BPI)                                                                           | Платиновий   | 316,529   |
| США                                                                                             | —            | 357,000   |
| Підсумки                                                                                        |              |           |
| Worldwide                                                                                       | —            | 1,000,000 |
| *продажі, що базуються лише на сертифікаціях ^відвантаження, що базуються лише на сертифікаціях |              |           |